# Losaria rhodifer
Losaria rhodifer là một loài bướm ngày thuộc họ Papilionidae. Loài này phân bố ở Ấn Độ. Đây là loài đặc hữu và chỉ giới hạn trong quần đảo Andaman trong vịnh Bengal.